# Evolution (revista)
Evolution: International Journal of Organic Evolution (en español: Evolución: Revista Internacional de Evolución Orgánica), es una revista científica mensual que publica nuevos resultados significativos de investigaciones empíricas o teóricas sobre hechos, procesos, mecánicas o conceptos de fenómenos y eventos evolutivos. Es una publicación de la Sociedad para el Estudio de la Evolución. Su editor en jefe actual es Tracey Chapman.

## Antiguos editores en jefe
La revista se fundó poco después de la Segunda Guerra Mundial. Su primer editor fue el genetista evolutivo Ernst Mayr.
- Ruth Geyer Shaw,  julio 2013 – 2017[3]
- Daphne Fairbairn, 2010- junio 2013[3]